# ルイス・マルティンス
ルイス・マルティンス（Luís Martins、1992年6月10日 - ）は、ポルトガル出身のサッカー選手。ポジションはDF。

## クラブ経歴
SLベンフィカのアカデミー出身。2011年11月2日のUEFAチャンピオンズリーグ・FCバーゼル戦で途中出場し公式戦デビュー。
2013年1月9日、ジル・ヴィセンテFCと3年半契約を結んだ。
2014年9月1日、グラナダCFに移籍。
2015年8月24日、CAオサスナにレンタル移籍。
2017年1月、CSマリティモにレンタル移籍。
2018年1月、GDシャヴェスに移籍。
2019年8月1日、スポルティング・カンザスシティと2022年までの契約を結んだ。
2022年5月4日、バンクーバー・ホワイトキャップスに加入した。

## 代表歴
2011年、イリディオ・ベールU-20ポルトガル代表監督に、コロンビアで開催される2011　FIFA U-20ワールドカップ参加メンバーに選出された。同大会でチームはブラジル代表に次ぐ2位に入った。